# Пресидио Модело

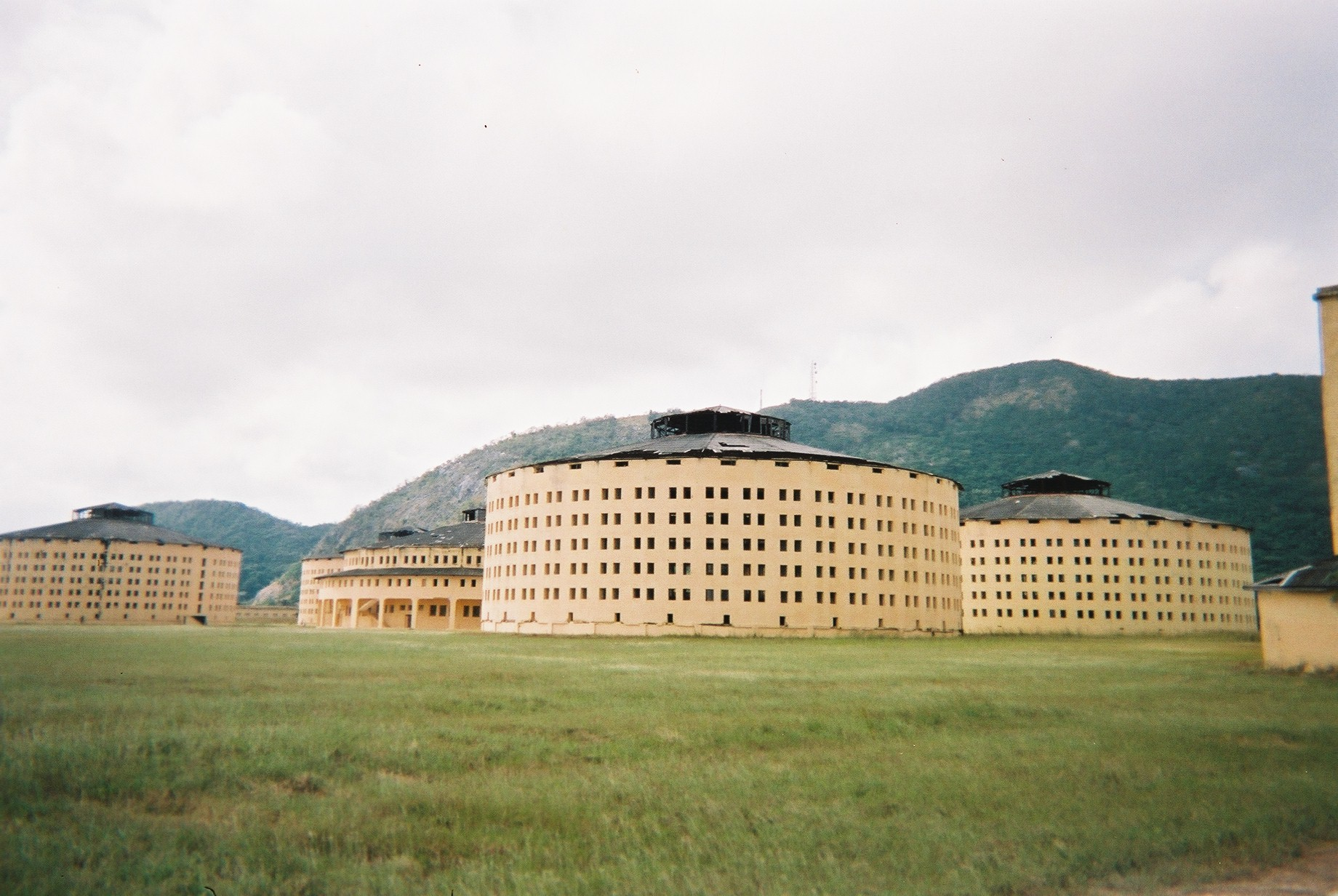
Тюрьма «Пресидио Модело», декабрь 2005

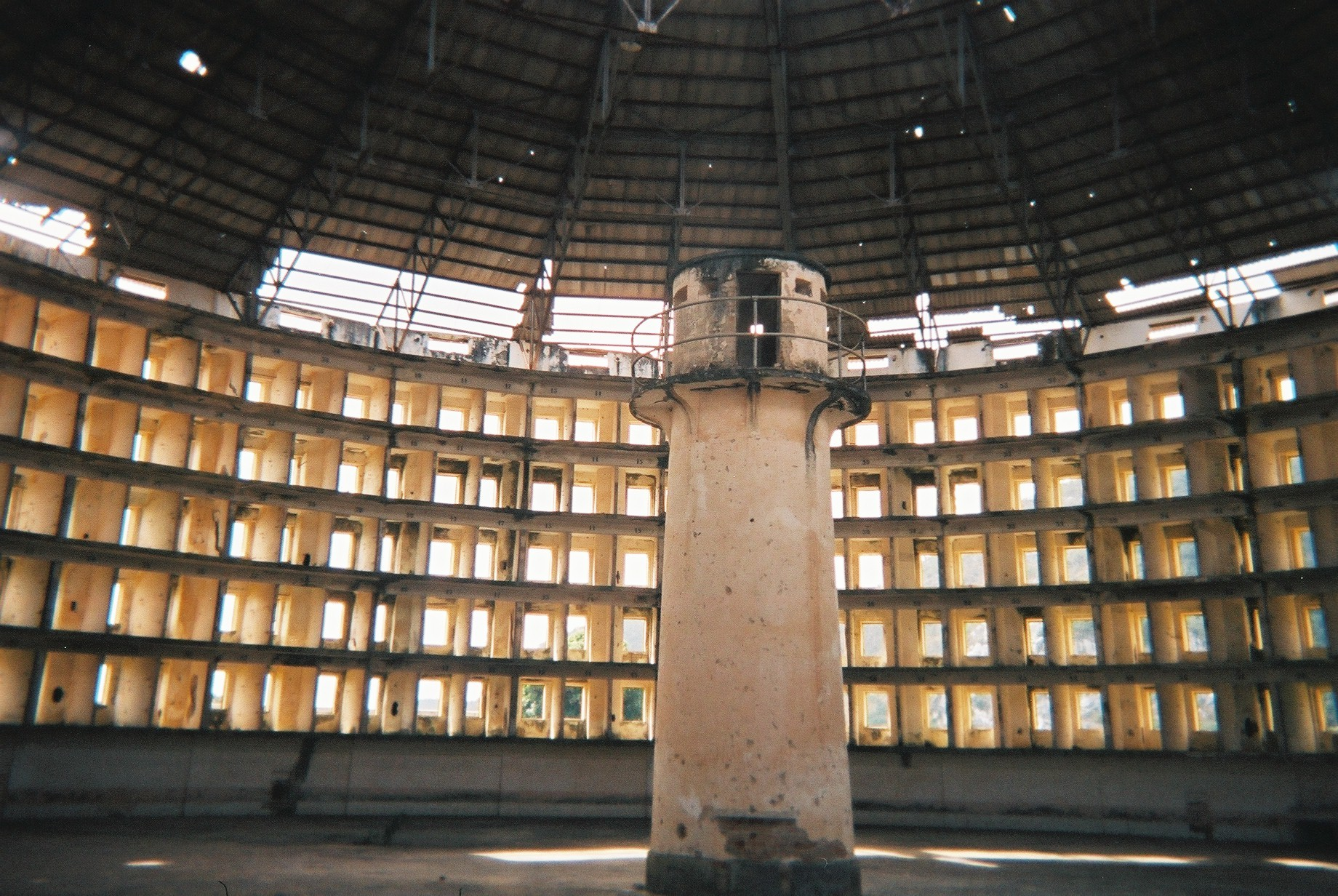
Тюрьма «Пресидио Модело», внутренний дворик одного из зданий — декабрь 2005

Преси́дио Моде́ло (исп. Presidio Modelo, «образцовая тюрьма») — бывшая тюрьма на кубинском острове Хувентуд, расположена в 5 км к востоку от города Нуэва-Херона.
Тюрьма была построена в 1926—1931 гг. во время правления диктатора Херардо Мачадо по образу американской тюрьмы «Джолиет» в штате Иллинойс. Четыре здания тюрьмы выполнены в стиле паноптикума (в виде круговой галереи) и имеют по пять уровней каждая. Тюрьма была рассчитана на 6 тыс. человек, хотя зачастую заключённых было гораздо больше. По центру каждого здания находилась башня с охранником, который через окошки наблюдал за арестантами. Охранники могли покидать башню и возвращаться через подземные тоннели, никак не контактируя с заключёнными. Тюремные здания располагались с четырёх сторон относительно пятого, центрального строения. Это здание также имело круглую форму и в нём располагалась столовая на три тысячи человек. Условия заключения в Пресидио Морено в одноимённом сочинении описал писатель и революционер Пабло де ла Торриенте Брау.
В тюрьме Пресидио Модело с 1953 по 1955 гг. отбывали заключение 25 выживших участников штурма казарм Монкада в городе Сантьяго-де-Куба, который произошёл 26 июля 1953 года. В числе заключённых был Фидель Кастро, помещённый в камеру № 3859. Кастро было разрешено организовать революционную школу — Academia Ideológica Abel Santamaria, где проходило групповое обучение теории революции и партизанской тактики. Будущий председатель Государственного совета Кубы и его помощники-революционеры были освобождены 15 мая 1955 года.
Последний заключённый покинул тюрьму в 1967 году. В настоящее время на территории тюрьмы, которая объявлена национальным памятником, организован музей, экспозиция которого посвящена штурму и подпольной деятельности кубинского лидера. В старом здании администрации тюрьмы ныне располагается школа.